# Světový ujgurský kongres
Světový ujgurský kongres (ujgursky دۇنيا ئۇيغۇر قۇرۇلتىيى‎, čínsky 世界维吾尔代表大会 pchin-jin Shìjiè Wéiwúěr Dàibiǎo Dàhuì, anglicky World Uyghur Congress) je mezinárodní organizace ujgurských skupin exulantů, která se snaží reprezentovat společné zájmy Ujgurů v čínské oblasti Sin-ťiang i mimo ní. Světový ujgurský kongres vystupuje jako pokojné a nenásilné hnutí, které se staví proti vládě Číny v Ujgurské autonomní oblasti Sin-ťiang, kterou považuje za okupaci Východního Turkestánu a odmítá totalitarismus, náboženskou netoleranci a terorismus jako politické nástroje. Kongres je zčásti financován americkou neziskovou organizací National Endowment for Democracy.

## Vznik
Světový ujgurský kongres vznikl na schůzi několika exilových skupin v Mnichově 18. dubna 2004. Prvním prezidentem organizace byl Erkin Alptekin. Od listopadu 2006 byla prezidentkou Rebija Kadírová, která funkci zastávala až do listopadu 2017, kdy byl zvolen současný prezident Dolkun Isa, ujgurský aktivista žijící od roku 1994 mimo Čínu. Od svého vzniku na ustavovacím sněmu zasedal kongres celkem šestkrát (2006, 2009, 2012, 2016, 2017 a 2021), naposledy v Praze. Kongres je členem Organizace nezastoupených států a národů.

## Cíle
Světový ujgurský kongres obvinil bývalého generálního tajemníka Komunistické strany Číny Mao Ce-tunga z kolonizace Sin-ťiangu a upuštění od přislíbeného sebeurčení Ujgurů. Podle kongresu je jejich hlavním cílem podporovat právo Ujgurů na užití nenásilných a demokratických prostředků k určení politického směřování Východního Turkestánu. Organizace vyjádřila zájem spolupracovat s vládami na vytvoření poklidné opozice vůči politice Číny v Sin-ťiangu a vznesla obavy z toho, že čínské zacházení s Ujgury dělá z regionu časovanou bombu. Světový ujgurský kongres dále uvádí, že čínská vláda používá zveličování hrozby z terorismu jako odůvodnění k útlaku místního obyvatelstva.

## Činnost
Organizace provádí širokou škálu kampaní pro zvýšení povědomí o lidskoprávní situaci Ujgurů v Číně. Svou snahu cílí především na Kongres Spojených států amerických, členské státy Evropské unie a aparáty zabývajícími se lidskými právy v rámci EU a OSN. Spolupracuje s příslušnými výbory Evropské unie,  neziskovými organizacemi, výborem OSN pro lidská práva, pro který zpracovává zprávy, podobně jako pro Radu pro lidská práva a účastní se fóra pro práva menšin OSN.
15. března 2018 stovky Ujgurů demonstrovaly v 15 městech ve 14 zemích (např. Německo, Nizozemsko, Turecko, Japonsko nebo Kanada) s cílem upozornit na represe v regionu Sin-ťiang ze strany čínské vlády a přimět mezinárodní komunitu k zákroku. 27. dubna 2018 spolu s Organizací nezastoupených států a národů Světový ujgurský kongres pořádal protestní pochod Bruselem, kterého se podle odhadů zúčastnilo okolo 2 000 lidí. Účastníci požadovali propuštění jednoho milionu Ujgurů zadržovaných v „převýchovných táborech“ a zastavení potlačování ujgurské kultury, náboženství a jazyka.

### Ujgurské dny v Česku
V souvislosti s Mezinárodní konferencí a Valným shromážděním Světového ujgurského kongresu v Praze proběhly ve dnech 10.-18. listopadu 2021 Ujgurské dny provázené veřejnými debatami s bývalým vězněm Omirem Bekalim (Campus Hybernská, Praha) a s výkonnou ředitelkou organizace Campaign for Uyghurs (USA) Rushan Abbas (Olomouc, Plzeň, Ústí nad Labem). Orientální ústav AV ČR spolu s Velvyslanectvím USA v Praze uspořádal konferenci na téma Čínská politika v Sin-ťiangu v éře Si Ťin-pchinga: Dopady a souvislosti.
12. listopadu, po skončení mezinárodní konference, se členové Světového ujgurského kongresu a další hosté připojili k oficiální recepci na pozvání primátora hlavního města Prahy Zdeňka Hřiba v Rezidenci primátora.

## Stanovisko čínské vlády
Vláda Čínské lidové republiky obvinila organizaci z podněcování nepokojů v Sin-ťiangu. Světový ujgurský kongres tak figuruje na seznamu teroristických organizací. Bývalou prezidentku Rebiju Kadírovou označila Čína za teroristku, která se spolčuje se separatisty a islámskými radikály při plánování teroristických útoků. Kadírová toto tvrzení odmítla se slovy „každý, kdo je nespokojený s tvrdou vládou Číny je ‚separatista‘“. Během nepokojů v Urumči v červenci 2009 čínská vláda oznámila, že přerušila telefonickou komunikaci mezi skupinami uvnitř a vně země. Vláda též prohlásila, že Kadírová má blízký vztah s dalajlámou, kterého považuje za strůjce nepokojů v Tibetu v roce 2008 a tvrdila, že Kadírová chtěla, aby se něco podobného odehrálo i v Sin-ťiangu.